# Affaire d'Allagash
L'affaire d'Allagash, qui eut lieu aux États-Unis en 1976, est un cas allégué d'enlèvement par des extraterrestres. Quarante ans plus tard, en 2016, un des protagonistes de l'affaire, Chuck Rak, a avoué que le récit de l'enlèvement avait été inventé de toutes pièces et que lui-même était dans le coup  pour des raisons pécuniaires.

## Récit de l'incident
Selon leurs dires, dans la nuit du 20 août 1976, dans le Maine, quatre jeunes diplômés de l'école des beaux-arts du Massachusetts, les deux frères Jack et Jim Weiner, Chuck Rak et Charlie Foltz, font du canoë sur le lac Big Eagle près d'Allagash et de la frontière canadienne. Soudain, affirment-ils, une sphère verte vole au-dessus des arbres à plusieurs centaines de mètres et un rayon clair s'empare d'eux et les dépose à l'intérieur de l'objet. Après quelque temps, ils se retrouvent au bord du lac, tandis que l'objet quitte les lieux.

## Rapport sous hypnose
Après cette expérience, les hommes disent faire des cauchemars terrifiants et voir des créatures humanoïdes à grande tête et à longs bras. À l'instigation d'un ufologue, ils se font hypnotiser : les séances dévoilent qu'après leur enlèvement, ils auraient été victimes d'expérimentations douloureuses et humiliantes menées par des créatures extraterrestres qui ressemblent à la description générale des « Petit-Gris » (grands yeux aux reflets métalliques et sans paupière, mains insectoïdes à quatre doigts). Ces êtres auraient même prélevé des échantillons de leur peau et de leurs fluides corporels,.
Les enquêteurs ont rapporté que les quatre hommes étaient « mentalement stables » et qu'ils avaient passé avec succès les tests du détecteur de mensonge.

## Canular
En 2016, un des protagonistes de l'affaire, Chuck Rak, avoua que lui et ses compagnons étaient sous l'influence de la drogue ce soir là et que le récit de l'enlèvement avait été inventé de toutes pièces. Lui-même avait participé au canular pour des raisons pécuniaires. 